# 공장안
공장안(工匠案)은 고려와 조선 시대에 나라에서 필요한 물품 생산에 동원할 수 있는 기술자, 곧 공장(工匠)을 조사하여 기록한 장부이다.

## 같이 보기
- 공장(工匠)